# 공은수
공은수 (2001년 2월 9일 ~ )은 1. FC 로코모티브 라이프치히의 수비수 로 활약하는 대한민국의 축구 선수이다.